# Distrikt Ccarhuayo
Der Distrikt Ccarhuayo liegt in der Provinz Quispicanchi der Region Cusco in Südzentral-Peru. Der Distrikt wurde am 25. November 1960 gegründet. Er hat eine Fläche von 303 km². Beim Zensus 2017 lebten 2863 Einwohner im Distrikt. Im Jahr 1993 lag die Einwohnerzahl bei 2631, im Jahr 2007 bei 2886. Die Distriktverwaltung befindet sich in der 3449 m hoch gelegenen Ortschaft Ccarhuayo mit 805 Einwohnern (Stand 2017). Ccarhuayo liegt 26 km ostnordöstlich der Provinzhauptstadt Urcos.

## Geographische Lage
Der Distrikt Ccarhuayo befindet sich im Nordwesten der Provinz Quispicanchi. Der Río Mapacho (Oberlauf des Río Paucartambo / Río Yavero), fließt entlang der westlichen Distriktgrenze nach Norden. Im äußersten Nordosten des Distrikts befindet sich ein vergletschertes Gebirgsmassiv, das nördlich der eigentlichen Cordillera Vilcanota liegt. Zu diesem gehören die Gipfel Jolljepunco (5522 m) und Cinajara (5471 m). Das Areal wird über die Flüsse Quebrada Mullamayo, Quebrada Sillotamayo und Río Jachecalle nach Westen entwässert.
Der Distrikt Ccarhuayo grenzt im Südosten und im Süden an den Distrikt Ocongate, im Westen an den Distrikt Ccatca, im Nordwesten an den Distrikt Paucartambo sowie im Nordosten an den Distrikt Kosñipata (die beiden zuletzt genannten Distrikte gehören zur Provinz Paucartambo).